# Emphylica cruoralis
Emphylica cruoralis is een vlinder uit de familie van de grasmotten (Crambidae), uit de onderfamilie van de Pyraustinae. De wetenschappelijke naam van deze soort is voor het eerst voorgesteld als Syllythria cruoralis door William Warren in een publicatie uit 1895.
De soort komt voor in India (Meghalaya).